# 猛禽火箭發動機
猛禽發動機是SpaceX正在研发和制造的火箭引擎系列，为世界上第三种被设计，且第一种被用于飞行的全流量分級燃燒火箭發動機。其采用液态甲烷与液氧作为推进剂（也被称为液氧甲烷）。
SpaceX的重型运载火箭星舰在其超级重型助推器和星舰飞船中使用猛禽发动机。星舰的任务包括将载荷运送至地球轨道，以及未来计划的月球和火星任务。猛禽发动机的推力大約是SpaceX用於獵鷹九號的默林1D發動機的三倍。其被设计可在少量维护后重复使用。

## 開發歷史

### 構思及初步設計
SpaceX的默林火箭发动机和Kestrel火箭发动机使用RP-1和液氧的组合。而猛禽发动机的推力约为SpaceX的Merlin 1D发动机的三倍，后者为猎鹰9号和猎鹰重型运载火箭提供动力。
一個名爲“猛禽”的先進火箭發動機設計項目由SpaceX的Max Vozo於2009年的美國航空航天學會商業載人及貨物研討會上首次公開進行討論。當時SpaceX有數名員工正在研究猛禽發動機的可行性，但並沒有將其放於重要開發項目，而猛禽發動機當時計劃使用液氧及液氫作爲推進劑。2011年，該計劃的相關詳情在被披露。2012年3月，有新聞報道指出猛禽發動機正進行開發，但沒有相關細節被公開。
2012年10月，SpaceX公開宣佈新開發的火箭發動機的概念及設計，並指出此發動機的推力將會是梅林1系列的發動機的數倍，並且將不會使用RP-1作爲推進劑，但沒有公開表示使用什麽燃料作爲取代品。他們表示，相關新型火箭發動機的詳細資訊將於“未來一至三年内”公佈，並指出此發動機將用於下一代大型運載火箭，能向地球低軌道發射150至200噸的有效載荷，遠遠超越NASA的太空發射系統。

### 研發過程
2012年11月，马斯克宣布了SpaceX推进部門的新方向，即向開發甲烷燃烧的火箭發動機方向發展。他進一步表明，猛禽發動機的概念将成為基於甲烷燃料的設計，甲烷将是SpaceX計畫火星殖民的首選燃料。由于火星地下有和大氣中有二氧化碳，甲烷（一種簡單的碳氢化合物）可以輕鬆地通過薩巴捷反應在火星上合成。NASA已经研究了火星上的就地资源利用，並發現其對氧氣、水和甲烷的生產是可行的。
当SpaceX在2009年首次提到"猛禽(Raptor)"这个词时，它專門指的是一个上级发动机概念，并且2012年的聲明表明，它仍然是一个上级发动机的概念。但是到2014年初，SpaceX确认"猛禽"将被用于新的第二级，以及全新大型（当时的直径为10米）火星殖民运输器的核心（后来在2016年用于星际运输系统的两个级别，然后在2017年用于大猎鹰火箭)。
在2012年11月公开的信息表明，SpaceX可能設計了一系列以Raptor为名的火箭发动机；这一点在2013年10月由SpaceX确认。然而，2014年3月，SpaceX首席运营官格溫·肖特威爾澄清说，新发动机开发计划的重点完全在全尺寸Raptor发动机上；在通往非常大的Raptor发动机的开发路径上，并没有计划生产较小的亚尺度甲烷发动机。
2013年10月，SpaceX宣布将在NASA的史坦尼茲太空中心进行猛禽发动机组件的甲烷發動機測試，SpaceX将向现有的测试架基础设施添加设备，以支持液态甲烷和热气态甲烷发动机组件测试。2014年4月，SpaceX完成了对斯坦尼斯测试架的必要升级和维护，以准备进行猛禽發動機组件的测试，并已经开始了发动机组件测试计划，重点是开发强大的启动和关闭程序。在斯坦尼斯的组件测试还允许硬件验证。
SpaceX在2014年成功开始了喷嘴的开发测试，并在2015年完成了全功率下的全尺寸氧预燃器测试。从2015年4月至8月，进行了76次预燃器的點火试验，並总计有约400秒的测试时间。SpaceX在2014年和2015年完成了使用NASA斯坦尼斯设施的计划测试。
2016年1月，美国空军向SpaceX授予了一项价值3360万美元的开发合同，以开发一种用于猎鹰9号和猎鹰重型上级阶段原型版本的猛禽发动机原型。
第一版的设计目标是使其室压达到250巴（25帕斯卡；3,600磅力每平方英寸）。 截至2022年7月，室压已在测试中达到300巴。
2024年4月，马斯克分享了SpaceX通过Raptor 1发动机（海平面185 tf, Rvac 200 tf）和Raptor 2发动机（海平面230 tf, Rvac 258 tf）取得的性能，并公布了即将推出的Raptor 3的目标规格（海平面280 tf, Rvac 306 tf） 并表示SpaceX最终目标是实现海平面助推器引擎的推力超过330吨。
Raptor 1和2发动机需要使用热屏蔽来保护管道和电缆免受高速大气再入的热量影响，而Raptor 3的设计则不需要外部热屏蔽。

## 發動機設計

猛禽火箭发动机燃烧过程原理示意图

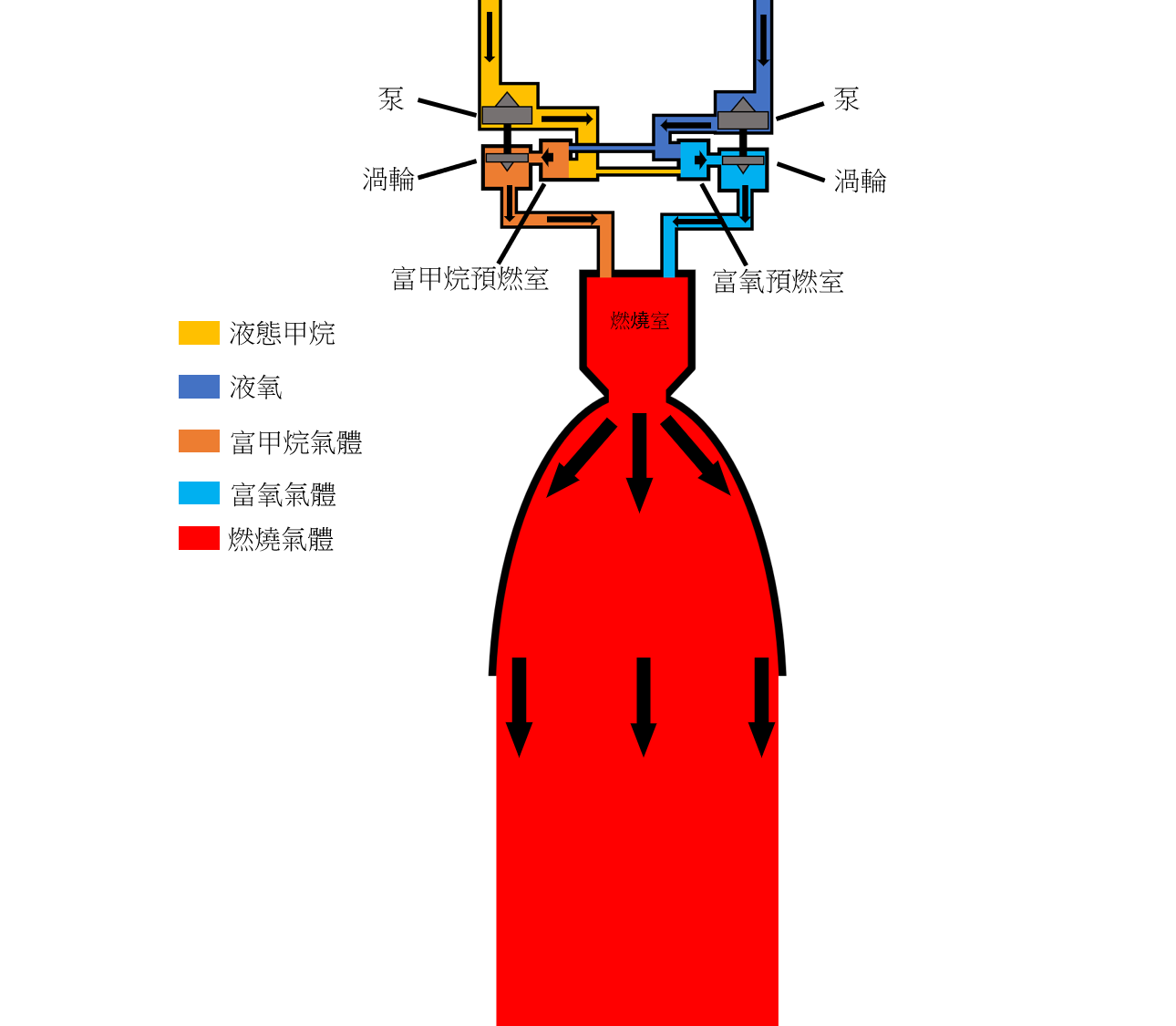
猛禽火箭發動機的簡化圖

猛禽火箭發動機采用液态甲烷与液氧作为推进剂，而非猎鹰9号运载火箭所使用的煤油/液態氧。更早的猛禽火箭發動機设计中计划采用液態氢作为燃料，而不是甲烷。
猛禽火箭發動機将有着数倍于默林真空1D发动机的推力。
更广义上的猛禽火箭發動機概念是一款高可重用性的甲烷分级燃烧发动机，用于SpaceX的下一代用于火星探索与殖民的运载火箭 。根据伊隆·馬斯克的说法，这个设计将能够达到完全复用的目标，并能让太空飞行的开销降低两个数量级。
猛禽火箭發動機採用了複雜的全流量分級燃燒循環， 氧化劑和燃料分別由各自的動力渦輪機供壓，部分推進劑通過管道互相交換，分別燃燒驅動渦輪機。這種設計下，渦輪機的工作溫度更低，因而發動機的壽命得到延長，效率也更高。而且燃燒室的壓力可以更大，支持更大的比沖。由於氧氣預燃室的富氧氣體高壓高溫，SpaceX研發了SX500合金，用於建造於氧氣預燃室。
所有猛禽發動機的發動機點火，無論是在測試台上還是在空氣中，都將通過火花進行點火，這將使猛禽發動機無需獵鷹9號和獵鷹重型發動機上用於點火的三乙基鋁-三乙基硼烷（TEA-TEB）。

### 電腦模擬技術
猛禽火箭發動機的開發大量使用電腦模擬技術，並利用圖形處理器通用計算技術加速，使開發成本降低，預先發現發動機燃燒不穩定性等問題，和測試在地面不容易複製環境的狀態。 

## 發動機版本

### 猛禽發動機 第三代
2023年5月，馬斯克表示猛禽發動機成功通過一次45秒靜態點火測試並錄得點燃室壓力350 bar（5,100 psi），產生269噸推力。

## 测试
全箭的测试始于子系统级，与大多数运载火箭一样，采用火箭发动机部件测试，然后在地面测试设施中测试完整的火箭发动机。猛禽发动机的部件级测试于2014年5月开始，2016年9月首次进行全发动机测试。截至2017年9月，开发中的猛禽发动机在42个主要地面试验台上进行了共计1200秒的发动机点火测试，最长的测试为100秒。
2009至2015年间的开发全部依靠SpaceX的私人投资，完全不依靠美国政府的资金投入。2016年一月，SpaceX同意由美国空军从防卫部门预算中拿出3360万美元提供资金支持以研发一款可能会被用于猎鹰9号运载火箭及猎鹰重型运载火箭的第二節的原型猛禽火箭發動機。SpaceX也将提供至少6730万美元用于同一项目，并保证民间资本与政府资金比例至少为2:1。
2016年8月一台研发用猛禽火箭發動機被送往SpaceX在德克萨斯州的McGregor测试场进行研发相关的测试。
2019年8月27日，搭載了猛禽火箭發動機SN6的Starship的缩小原型Starhopper成功完成了150米的跳躍測試。
2020年8月4日，搭載了猛禽火箭發動機SN27的星艦原型SN5成功完成了150米的跳躍測試。
2020年8月18日，猛禽发动机在测试中达到了330巴（Bar）的室压，这是世界上现有最高的燃烧室压力。
2020年9月3日，搭載了猛禽火箭發動機SN29的星艦原型SN6成功完成了150米的跳躍測試。
2020年12月10日，搭載了猛禽火箭發動機SN30， 36， 42的星艦原型SN8進行了12.5公里的跳躍測試， 降落速度太快導致失敗。
2021年5月31日，猛禽發動機首次完成軌道飛行時長的發動機點火測試。
2021年6月27日，首具真空猛禽發動機運抵德州博卡奇卡。
2021年7月底，超過20具猛禽發動機及3具真空猛禽發動機運抵德州博卡奇卡。
2021年10月25日，馬斯克表示猛禽發動機版本二在爆炸前最高達到321Bar室壓，並產生245噸推力。
2021年11月12日，S20完成首次6具發動機靜態點火測試。
2021年12月18日，馬斯克確定未來星艦將會有9具2代猛禽發動機，助推器將有33具2代猛禽發動機。
2022年2月9日，首具2代猛禽發動機運抵博卡奇卡。
2022年2月10日，馬斯克表示猛禽發動機曾達到247噸馬力，並指出在處理猛禽發動機二代高溫融化的問題後，可以每天生產最少一具猛禽發動機二代。
2022年3月30日，第一具2代猛禽發動機運抵德州博卡奇卡。
2022年7月，合計39具2代猛禽發動機安裝至S24及B7。
2022年9月，猛禽發動機首次於測試場進行快速重啓測試。
2022年10月，首具使用電力驅動向量的2.1代猛禽發動機運抵德州博卡奇卡。
2022年11月，SpaceX完成製造第200具2代猛禽發動機。
2023年5月，第三代猛禽發動機達成350Bar室壓，並產生高達269公噸推力，相当於超級重型助推器將擁有約8900公噸推力。
2023年8月18日，SpaceX進行了猛禽發動機萬向節最大角度(15度)的長時間測試。